# Paul Hermann Schoedder
Paul Hermann Schoedder (* 17. November 1887 in Iserlohn; † 14. November 1971 in Allendorf im Sauerland) war ein deutscher Maler.

## Leben
Schoedder war der Sohn eines Gartenarchitekten. Er besuchte das Märkische Realgymnasium in Iserlohn  und studierte anschließend ab 1908 in Leipzig Kunstgeschichte und Philosophie. Er traf auf Max Klinger und beschloss, Maler zu werden. Dazu nahm er erste Mal- und Radierkurse bei Fritz Rentsch und Alois Kolb und ab 1910 Privatunterricht in München bei Charles Jaeckle und Hermann Groeber. Am 11. Oktober 1911 schrieb er sich für ein Studium im Fach Zeichnen an der Münchener Kunstakademie ein. Dort besuchte er die Zeichenklasse von Carl Johann Becker-Gundahl und nahm Malunterricht bei Hermann Urban und Max Doerner. Während des Ersten Weltkriegs, an dem er als Offizier teilnahm, musste er sein Studium unterbrechen. Nach Kriegsende kehrte er nach München zurück und beendete sein Studium mit mehreren Auszeichnungen und als Meisterschüler. Er arbeitete zunächst als freier Maler. Ab 1926 unternahm er verschiedene Studienreisen, unter anderem nach Paris, Südfrankreich und Korsika.
1927 wurde Paul Hermann Schoedder Lehrer für figürliches Zeichnen und Malen an der Kunstgewerbeschule Dortmund. Die Stadt Dortmund beauftragte ihn 1930, ein Historienbild als Wandgemälde zu malen. Er zog 1930 mit seiner Frau Elsbeth Schoedder, geborene von der Trappen nach Hüttebrüchen bei Allendorf und baute dort 1937 ein Haus für sich und seine achtköpfige Familie. Im Jahr 1935 leitete Schoedder die Große Westfälische Kunstausstellung im Dortmunder Haus der Kunst. Auf Druck der örtlichen NSDAP-Führung musste er diese Position aber in den folgenden Jahren an Franz Gerwin abgeben. 1941 nahm Schoedder mit dem Ölgemälde „Unsere Mädel musizieren“ an der Großen Deutsche Kunstausstellung in München teil.
Ab 1940 nahm er dann am Zweiten Weltkrieg teil und geriet 1945 in britische Kriegsgefangenschaft. Nach dem Krieg kehrte er nach Dortmund zurück und arbeitete von 1949 bis zu seinem Ruhestand 1952 wieder als Studienrat für Malerei, Anatomie, Kunstgeschichte und Zeichnen an der Werkkunstschule Dortmund. Im Ruhestand widmete er sich wieder ganz der Malerei und dem Zeichnen.
Paul Hermann Schoedder starb in Hüttebrüchen bei Allendorf. Sein künstlerischer Nachlass befindet sich im Westfälischen Schieferbergbau- und Heimatmuseum in Schmallenberg-Holthausen.
Schoedder nahm an zahlreichen Ausstellungen teil, so etwa 1922 an der Jahresausstellung der Münchner Sezession im Glaspalast. Im Jahr 1937 ehrte ihn das Museum für Kunst und Kulturgeschichte Dortmund anlässlich seines 50. Geburtstags mit einer Sonderausstellung.